# Salto em grandes alturas no Campeonato Europeu de Esportes Aquáticos de 2022 - Masculino
A prova da salto em grandes alturas masculino do salto em grandes alturas no Campeonato Europeu de Esportes Aquáticos de 2022 ocorreu entre os dias 18 a 20 de agosto no Foro Italico, em Roma na Itália.

## Medalhistas
| Ouro                      | Prata               | Bronze                   |
| Constantin Popovici (ROU) | Cătălin Preda (ROU) | Alessandro De Rose (ITA) |

## Resultados
As três primeiras rodadas ocorreram no dia 18 de agosto com início às 18:00. A última rodada ocorreram no dia 19 de agosto com início às 18:00.
| Pos.              | Saltadora              | Nacionalidade | Rodada 1 | Rodada 2 | Rodada 3 | Rodada 4 | Total  |
| ----------------- | ---------------------- | ------------- | -------- | -------- | -------- | -------- | ------ |
| Medalha de ouro   | Constantin Popovici    | Roménia       | 75.60    | 130.50   | 102.60   | 147.00   | 455.70 |
| Medalha de prata  | Cătălin Preda          | Roménia       | 82.60    | 135.20   | 106.20   | 112.20   | 436.20 |
| Medalha de bronze | Alessandro De Rose     | Itália        | 75.60    | 117.30   | 99.00    | 124.55   | 416.45 |
| 4                 | Gary Hunt              | França        | 81.20    | 124.95   | 104.40   | 91.00    | 401.55 |
| 5                 | Oleksiy Pryhorov       | Ucrânia       | 72.80    | 127.50   | 86.40    | 108.00   | 394.70 |
| 6                 | Aidan Heslop           | Reino Unido   | 72.80    | 140.40   | 77.40    | 102.30   | 392.90 |
| 7                 | Carlos Gimeno Martínez | Espanha       | 65.80    | 93.60    | 90.00    | 127.20   | 376.60 |
| 8                 | Michal Navrátil        | Chéquia       | 70.00    | 101.05   | 91.80    | 110.45   | 373.30 |
| 9                 | Andrea Barnaba         | Itália        | 75.60    | 88.40    | 83.70    | 102.60   | 350.30 |
| 10                | Alberto Devora         | Espanha       | 54.60    | 89.30    | 50.40    | 94.30    | 288.60 |
| 11                | Owen Weymouth          | Reino Unido   | 64.40    | 105.60   | 55.80    | 59.80    | 285.60 |
| 12                | Matthias Appenzeller   | Suíça         | 54.60    | 92.00    | 50.40    | 83.85    | 280.85 |
| 13                | Manuel Halbish         | Alemanha      | 63.00    | 80.50    | 48.60    | 79.80    | 271.90 |
| 14                | Davide Baraldi         | Itália        | 57.40    | 72.85    | 53.65    | 79.05    | 262.95 |
| 15                | Jean-David Duval       | Suíça         | 32.20    | 67.65    | 77.40    | 84.05    | 261.30 |
| 16                | Robin Georges          | França        | 39.20    | 73.80    | 81.00    | 58.05    | 252.05 |
| 17                | Jonas Madsen           | Dinamarca     | 51.80    | 61.20    | 65.10    | 51.15    | 229.25 |
| 18                | Jan Wermelinger        | Suíça         | 39.20    | 38.00    | 51.15    | 68.40    | 196.75 |